# パキスタン国際航空705便墜落事故
パキスタン国際航空705便墜落事故は、1965年5月20日にエジプトで発生した航空事故である。ジンナー国際空港からロンドン・ヒースロー空港へ向かっていたパキスタン国際航空705便（ボーイング720B）が経由地のカイロ国際空港への着陸進入中に墜落し、乗員乗客127人中121人が死亡した。ボーイング720で発生した航空事故としては4番目に死者数が多く、エジプトで発生した航空事故としては当時最悪のものだった。

## 飛行の詳細

### 事故機
事故機のボーイング720B（AP-AMH）は製造番号18379として1962年に製造された。同年10月19日に初飛行を行い、11月7日にパキスタン国際航空へ納入された。総飛行時間は8,378時間だった。

### 乗員
機長は37歳の男性であった。総飛行時間は13,142時間で、同型機では2,214時間の飛行経験があった。
副操縦士は35歳の男性であった。総飛行時間は6,754時間で、同型機では148時間の飛行経験があった。
航空機関士は29歳の男性であった。総飛行時間は6,272時間で、同型機では1,802時間の飛行経験があった。
ナビゲーターは30歳の男性であった。総飛行時間は4,528時間で、同型機では1,746時間の飛行経験があった。

## 事故の経緯
705便はパキスタンのカラチからイギリスのロンドンへ向かう最初の便で、114人の乗客には著名人やジャーナリストが含まれていた。途中、ダーラン、カイロ、ジュネーヴを経由する予定だった。UTC21時22分に705便はダーラン国際空港を離陸し、23時45分にパイロットは最終進入を開始したと報告した。最終進入中にパイロットはフラップに問題が発生したと伝えた。その直後、705便は空港の南東地点で墜落して炎上した。6人の乗客が残骸から救助されたが、その他の搭乗者121人が死亡した。犠牲者にはJ-8の設計者である黄志千も含まれていた。

## 事故調査
墜落時、フラップは20度に設定されており、着陸装置は出ていなかった。5月26日、地元警察は残骸から12万ドル相当の宝石類が隠されたトランジスタラジオを発見したと報告した。
最終的に十分な高度を維持できず、機体が地表まで降下し続けたことが事故原因であるとされた。降下し続けた理由については特定されなかった。